# Рохас, Марлон
Марлон Рохас (англ. Marlon Rojas; род. 11 ноября 1979, Арима, Тринидад и Тобаго) — тринидадский футболист.

## Клубная карьера
Начинал серьезно заниматься футболом в США. Там Рохас играл за университетские команды Тампы. Затем он вернулся на родину, где выступал за команды «Полиция» и «Джо Паблик». В 2005 году Рохас провёл один сезон в американской MLS за «Реал Солт-Лейк». Последним серьезным в карьере защитника был американская «Атланта Силвербэкс».
В 2009 году тринидадец, спустя три года, возобновил свою карьеру в Бермудских островах. Много лет он является играющим тренером местного коллектива «Сомерсет Иглз».
В 2004—2005 годах защитник провёл 23 матча за сборную Тринидада и Тобаго.